# Mohale’s Hoek
Koordinaten: 30° 9′ S, 27° 28′ O

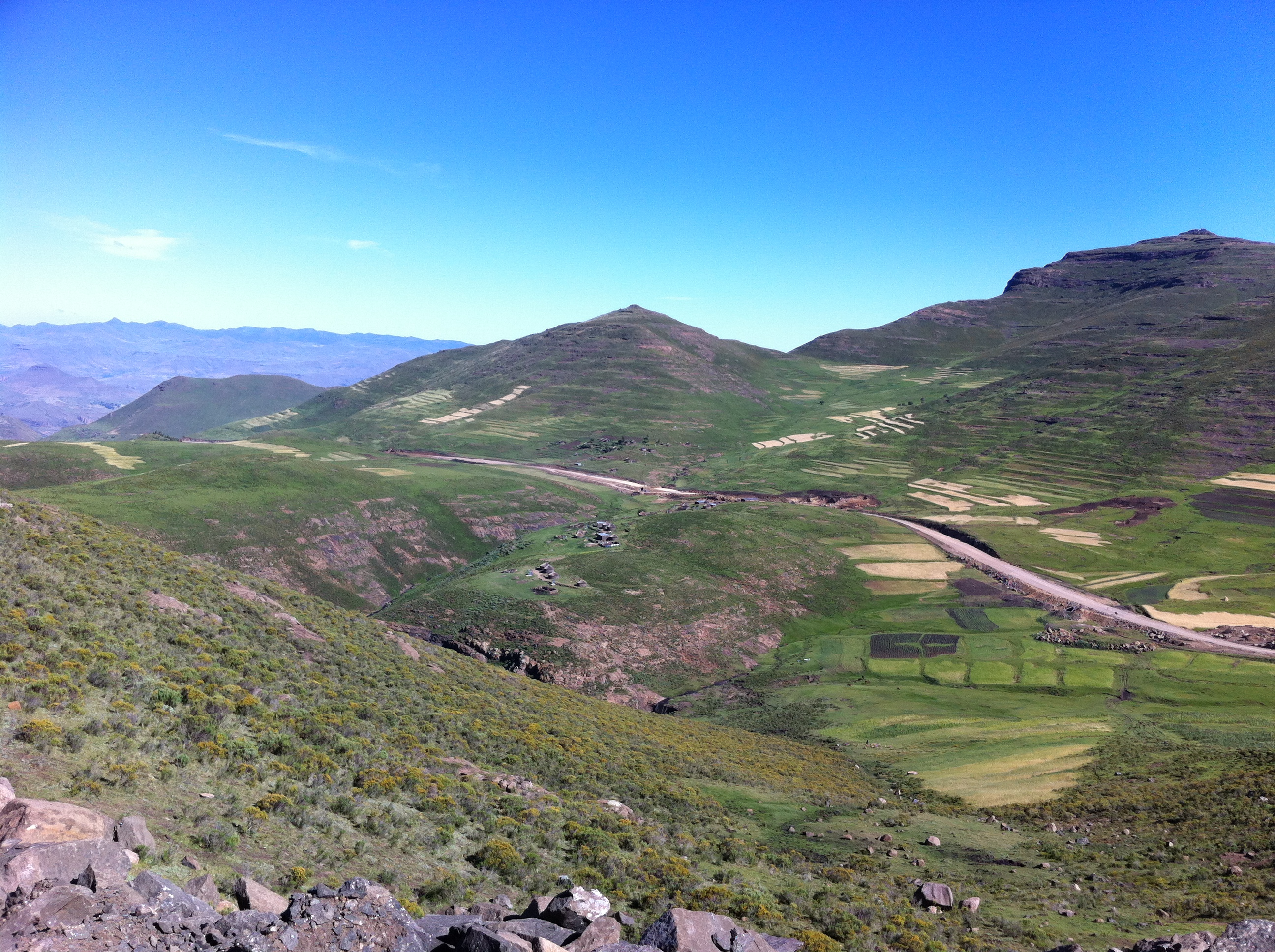
Mohale’s Hoek (2013)

Mohale’s Hoek ist die Hauptstadt des Distrikts Mohale’s Hoek in Lesotho. Sie liegt rund 110 Kilometer südlich der Hauptstadt Maseru. Im Jahr 2016 hatte die Stadt 40.040 Einwohner und war damit die drittgrößte Stadt des Landes.

## Geschichte
1869 wurde im Süden des damaligen Basutoland der Ort Old Hoek [Hoek (afrikaans): Ecke] gegründet. Ziele waren die Errichtung eines Hauptquartiers der britischen Verwaltungsbehörde sowie die Kontrolle der Basotho über die Phuthi. Nachdem das Hauptquartier während des Gun War 1880–1881 zerstört worden war, gründete man 1884 fünf Kilometer südlich den Ort Mohale’s Hoek. Mohale war der Name eines jüngeren Bruders von Moshoeshoe I., der Old Hoek gegründet hatte. Viele Phuthi siedelten daraufhin im Quthing-Distrikt.
Mohale’s Hoek ist seit 1977 römisch-katholischer Bischofssitz des Bistums Mohale’s Hoek mit der St. Patrick’s Cathedral.

## Wirtschaft und Verkehr
Heute ist Mohale’s Hoek ein bedeutender Ort im Süden Lesothos. Neben Verwaltungseinrichtungen und zahlreichen Einzelhandelsgeschäften findet man Schulen und ein Krankenhaus. Vom Busbahnhof fahren Omnibusse und Sammeltaxis in viele Richtungen, insbesondere entlang der Main South, der wichtigsten Straße im Süden Lesothos.

## Sport
Der Majantja FC (Sesotho für „Hundeesser FC“) aus Mohales’s Hoek spielte lange in der Lesotho Premier League und errang zwei Meisterschaften. 2017 spielte der Verein erneut in der Lesotho Premier League.